# Für Elise
Für Elise (it. Per Elisa), è una breve composizione per pianoforte in La minore di Ludwig van Beethoven.
Si tratta di un pezzo isolato, un semplice Klavierstück da salotto composto nel 1810. È usualmente classificato come bagatella n. 25 o Albumblatt, WoO 59.

## Storia

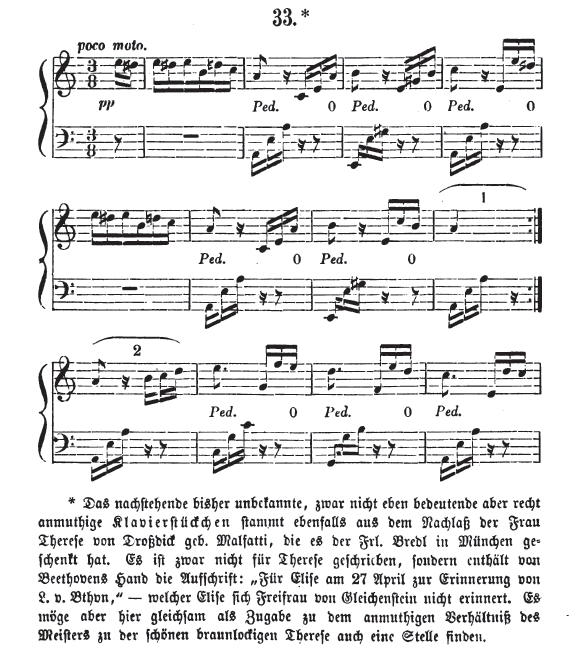
Prima edizione, 1867

La partitura non fu pubblicata fino al 1867, a quarant'anni dalla morte del compositore nel 1827. Lo scopritore del pezzo, Ludwig Nohl, affermò che il manoscritto originale autografo, ora andato perduto, era datato 27 aprile 1810. La musica venne pubblicata come parte della raccolta di scritti Neue Briefe Beethovens a cura di Nohl, alle pagine da 28 a 33, edizione stampata a Stoccarda da J. G. Cotta. 
La versione di Für Elise nota al giorno d'oggi è una versione preliminare trascritta da Ludwig Nohl. Esiste una successiva revisione, con drastici cambiamenti all'accompagnamento, che fu trascritta da un manoscritto più tardo dal musicologo Barry Cooper, studioso di Beethoven. Si ritiene che Beethoven intendesse aggiungere la composizione a un ciclo di bagatelle.
Il musicologo italiano Luca Chiantore ha avanzato l'ipotesi, descritta in dettaglio nel suo Beethoven al Pianoforte (2014), che il pezzo come oggi lo conosciamo sia stato in realtà assemblato da Nohl, e non da Beethoven. D'altro canto, Barry Cooper scrisse, in un saggio del 1984 apparso su The Musical Times, che una delle due bozze autografe sopravvissute ricorda molto da vicino la versione pubblicata a noi nota.

## Dedicataria

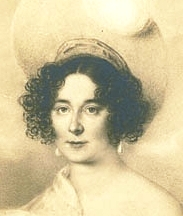
Therese Malfatti, generalmente pensata
essere la dedicataria di Für Elise

Riguardo alla dedica vi sono ipotesi molto discordanti, già a partire dal titolo stesso che non è affatto quello utilizzato in epoca moderna. In realtà il titolo originale di questo pezzo potrebbe essere Für Therese (Per Teresa), e si pensa che la composizione fosse dedicata a Therese Malfatti von Rohrenbach zu Dezza (1792–1851), la figlia di un commerciante viennese (secondo altre fonti di un medico). Ludwig Nohl, colui che nel 1865 annunciò di aver scoperto l'autografo a Monaco presso una collezione privata, a causa della scrittura poco comprensibile di Beethoven, trascrisse forse erroneamente la dedica sopra la composizione. Il manoscritto autografo, che sarebbe giunto a Monaco tramite Rudolf Schachner (un amico di Therese von Malfattis), è considerato disperso, e oggi si può fare affidamento solo sull'edizione di Nohl. Di Beethoven ci resta unicamente una serie di abbozzi, che certificano l'autenticità del materiale tematico ma non della composizione nel suo insieme e meno ancora della dedica, visto che in questi abbozzi non vi è alcuna traccia del titolo Per Elisa. 

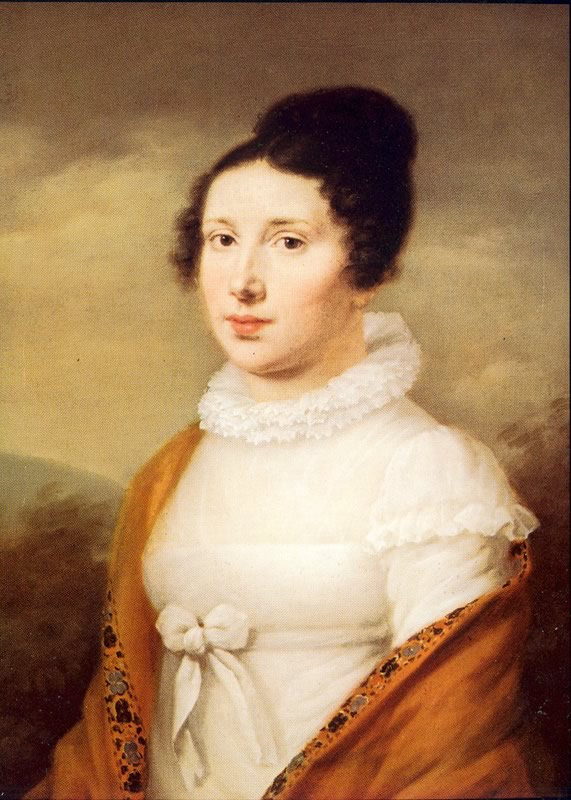
Ritratto di Elisabeth Röckel

L'ipotesi avanzata dallo studioso berlinese Klaus Martin Kopitz, che in realtà venne ben presto smentita in quanto non risulta dai documenti biografici, vuole che invece ad ispirare Beethoven sia stata Elisabeth Röckel (1793–1883), cantante tedesca spesso nota anche come Elise, che probabilmente l'autore non conobbe mai di persona. Altra ipotesi vuole che nell'anno di composizione di Per Elisa (1810) Beethoven fosse in stretta amicizia con la cantante.

## Composizione
Per Elisa è una delle bagatelle più conosciute di Beethoven. Scritta nella tonalità di La minore è in 3/8 e porta l'indicazione agogica Poco moto. Possiamo suddividerla in cinque sezioni: la prima è allegra, ma non troppo, ed è la parte più conosciuta; la melodia è fluente ed è accompagnata da brevi arpeggi della mano sinistra. La seconda parte, in Fa maggiore, è più allegra e veloce, ma sempre garbata, mentre la terza sezione è la ripresa della prima, con espressione leggermente oscurata. La parte successiva ha un carattere più drammatico con la mano destra che espone la melodia con accordi su un basso ostinato sulla nota La della mano sinistra. Infine, nell'ultima parte s'intensifica la velocità, giungendo alla parte finale con arpeggi ascendenti, smorzando l'oscurità della terza parte e quindi riprendendo la prima sezione della composizione.

## Diffusione e citazioni
- La canzone I Can del rapper statunitense Nas contiene campionamenti della melodia di Für Elise.
- La canzone Per Elisa della cantautrice italiana Alice si ispira nel titolo al brano di Beethoven, di cui riprende la melodia d'apertura.
- La colonna sonora del film Il buono, il brutto e il cattivo  contiene Für Elise.
- La serie TV Kally's Mashup contiene un mashup di Für Elise chiamato "Worlds Collide".
- E' inclusa nella colonna sonora del film  Elephant.